# LiveCode
LiveCode (ehemals Runtime Revolution, kurz RunRev und MetaCard) ist eine von der Firma LiveCode Ltd. in Edinburgh, Schottland, eingeführte Integrierte Entwicklungsumgebung (IDE), die von Apples Hypercard inspiriert ist. Sie ermöglicht eine plattformunabhängige Programmentwicklung für Mobilgeräte sowie Desktop-Computer. Der einfache und übersichtliche objektorientierte Programmieransatz eignet sich unter anderem gut für den Schulunterricht.
Das System gilt als einfach zu erlernende Programmierumgebung, die sich zum Einsteigen anbietet, die aber dennoch genügend Potenzial bietet, um auch professionelle Software damit zu erstellen.
LiveCode ermöglicht aufgrund seines grafischen Benutzerinterface (WYSIWYG), in welchem Erstellung und Testen einer Anwendung fließend ineinander übergehen, eine sehr flexible und schnelle Umsetzung von Programmprojekten (Rapid Application Development).

## Geschichte
MetaCard war ein kommerzieller HyperCard Klon, der eine IDE, ein UI-Framework und eine eigenständige Programmiersprache (MetaTalk) enthielt. Die Firma
Cross Worlds Computing entwickelte Applikationen auf der MetaCard Platform und auch deren eigene MetaCard IDE namens Revolution. 2003 übernahm Cross Worlds Computing die MetaCard Technologie (d. h. das Framework und die Programmiersprache) in Revolution und änderte ihren Firmennamen in Runtime Revolution (RunRev).
LiveCode wurde ab 2013 über eine Kickstarter-Kampagne erheblich ausgebaut und als kostenfrei erhältliche Open-Source-Software unter der GNU General Public License ab Version 6.0, sowie parallel als kommerzielle Version weiterentwickelt. Die Open Source Version von LiveCode wurde allerdings nur bis Ende Juli 2021 und Version 9.6.3 weiterentwickelt, das öffentliche Repository ist nur mehr lesbar.

## Programmiersprache
LiveCode basiert auf einer höheren Skript- und Programmiersprache, die ursprünglich als „Transcript“ bezeichnet wurde. Die aus Apples HyperTalk hervorgegangene Sprache ist eng an die englische Umgangssprache angelehnt und aufgrund ihrer unmittelbaren Bildhaftigkeit leicht zu erlernen und vielfach selbsterklärend. Die Variablentypen sind dynamisch, und die syntaktischen Formen oft vielfältig und flexibel, so dass auch komplexere Vorgänge nach einer gewissen Einarbeitung mittels weniger Kommandos umsetzbar sind. Insbesondere im Analysieren und Manipulieren von Zeichenketten und Texten aber auch im Umgang mit Online-Inhalten bietet die Sprache sehr mächtige und leistungsfähige Funktionen. Mittlerweile beträgt der Umfang der Befehle und Schlüsselbegriffe von LiveCode ca. 1900 Wörter.

## Soziale Zielsetzung
Die Entwicklung von LiveCode verfolgt unter anderem auch soziale und revolutionäre Ziele des Empowerments. In der Kickstarter-Kampagne wird damit geworben, dass „jedem Menschen damit das Programmieren ermöglicht werde.“

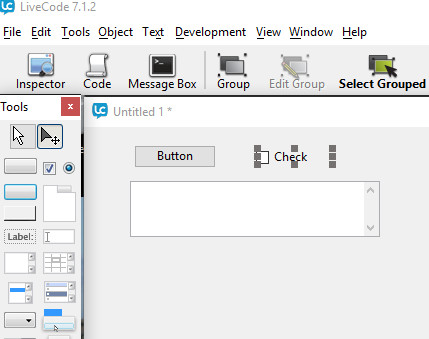
Livecode

## Anwendungen
LiveCode wird für die Entwicklung von Anwendungen für Windows, macOS, Linux, Android, iOS und Raspberry Pi eingesetzt. Häufige Anwendungsbereiche sind interaktive multimediale Präsentationen, Spiele sowie Lernprogramme, aber auch weit über diesen Bereich hinausgehende Techniken sind integriert. So können mit LiveCode umfangreiche datenbankgestützte Anwendungen entwickelt werden, spezifische Netzwerk- und Online-Zugriffe realisiert werden, Reports und PDFs erstellt werden, umfassende Funktionalitäten mobiler Geräte genutzt werden. Durch sogenannte Externals und Widgets lassen sich über LiveCode auch externe Bibliotheken für plattformspezifische Funktionen aller Art einbinden.